# PalaMazzalovo
Il PalaMazzalovo è un palazzetto dello sport di Montebelluna, uno dei tre della città assieme ai palazzetti "Legrenzi" e "Frassetto". Costruito nel 1997, la struttura interna è dotata di sala Boulder mentre l'area esterna ospita uno skatepark.
Nel palazzetto si tengono anche numerosi concerti e manifestazioni.
Ha ospitato partite della nazionale di basket e Under-21 di calcio a 5 italiana oltreché della squadra di pallacanestro di Pall. Treviso.

## Manifestazioni ospitate
- 10/02/2007 Coppa Italia di Serie A2 di calcio a 5
- 18/10/2009 Tour Fabrizio De André-PFM
- 22/11/2009 Concerto dei Nomadi
- 14/12/2013 Concerto di Chiara
- 06/02/2016 Concerto di Tony Hadley
- 22/04/2016 Tour di Andrea Pucci
- 12/02/2023 Primo torneo internazionale di Baseball5[1]